# Afrika- en Bouwmeesterbuurt
De Afrika- en Bouwmeesterbuurt is een buurt in Nijmegen en is onderdeel aan de zuidwestkant van de wijk Heseveld. De Afrika- en Bouwmeesterbuurt zijn in oktober 2008 door de gemeenteraad van Nijmegen aangewezen als Beschermd Stadsbeeld. Deze status van beschermd stadsbeeld houdt in dat zorgvuldig moet worden omgegaan met de karakteristieke huizen en woonomgeving van de  wijk. Dit beschermde stadsbeeld wordt begrensd door de Daniëlsweg, Kaaplandstraat, Generaal Smutsstraat, Joubertstraat, Cronjéstraat, Hendrik de Keijserstraat en de Jacob van Campenstraat.

## Geschiedenis

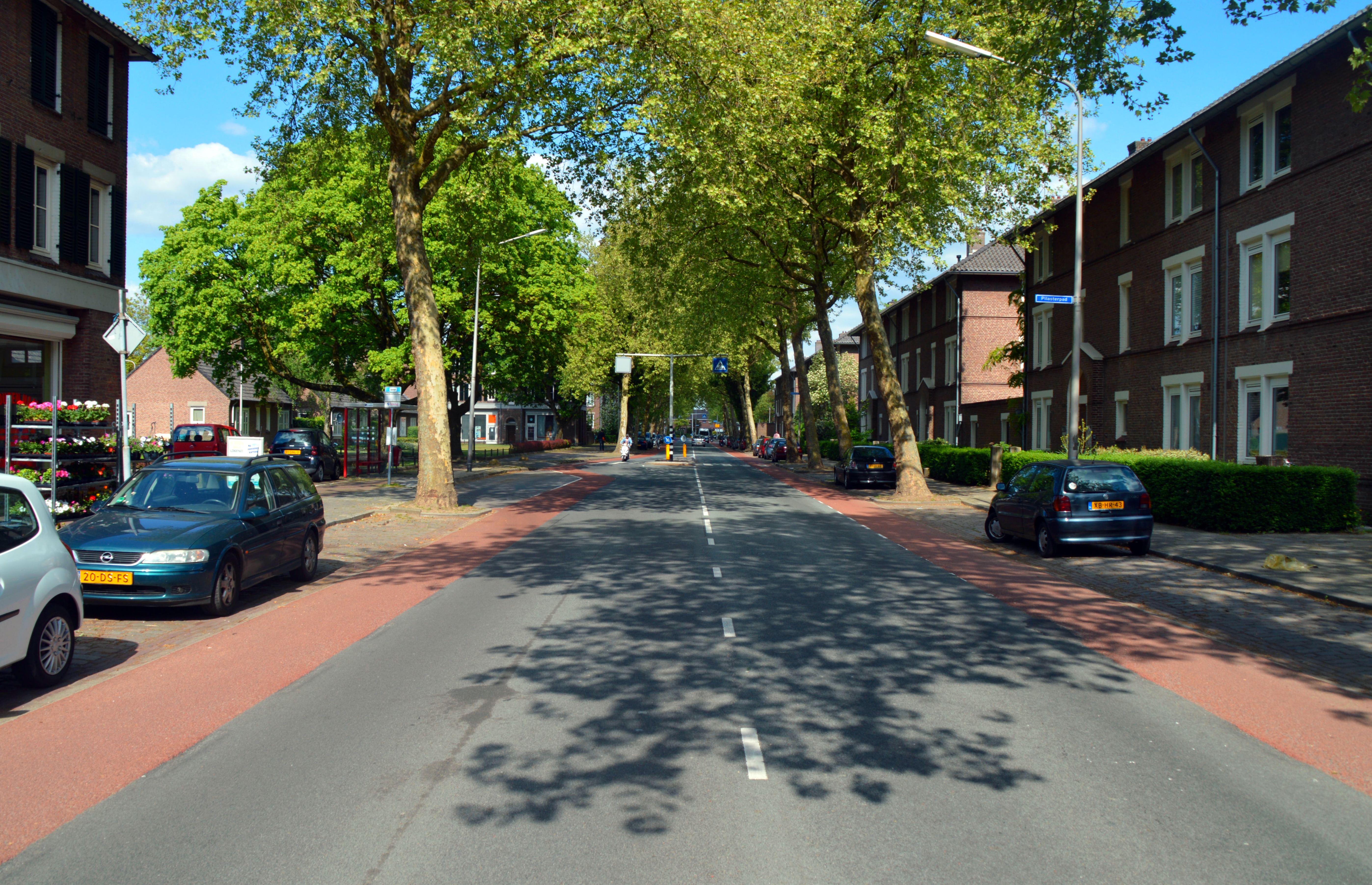
Paul Krugerstraat

De Afrika- en Bouwmeesterbuurt zijn aangelegd op een voormalig agrarisch gebied (Kerkeveld) van het dorp Hees en kwamen tot stand in een tijd van hoge woningnood. De buurt is gerealiseerd in 1952-1957 in opdracht van Woningbouwvereniging Nijmegen (het huidige Portaal). Het complex werd , naar ontwerp van het Amsterdamse architectenbureau Evers en Sarlemijn, uitgevoerd in de bouwstijl van de Bossche School.
 In het Bouwkundig Weekblad van 1955, waarin de Afrikabuurt en de Bouwmeester-buurt werden besproken, wordt het witte schilderwerk als een ‘buitengewoon charmante’ vondst beschreven.

### Afrikabuurt
Aan het begin van de 20e eeuw was Nederland in de ban van de oorlog in Zuid-Afrika tussen blanke boeren en Britse overheersers. Koningin Wilhelmina had er persoonlijk voor gepleit dat Nederlandse gemeenten een eresaluut zouden geven aan de Afrikaanse verwanten. Tientallen gemeenten reageerden en vernoemden huizen, parken, straten en wijken naar personen of gebeurtenissen uit de Eerste en Tweede Boerenoorlog. In Haarlem, Leiden, Den Haag, Rotterdam, Dordrecht, Arnhem, Tilburg, Leeuwarden, Hengelo en Vaassen kwamen Afrikaner- of Transvaalbuurten. In Nijmegen stelde de heer Banning de gemeenteraadsvergadering van 5 maart 1904 voor een van de straten de naam van Paul Kruger te geven. Het zou tot 1952 duren voordat er in Nijmegen straten in een nieuwe buurt genoemd zouden worden naar helden uit de Eerste en Tweede Boerenoorlog. Op 17 september 1952 stelde de gemeenteraad de volgende straatnamen vast: Bothastraat, Cronjéstraat, De Wetstraat, Generaal Smutsstraat, Joubertstraat, Kaaplandstraat en Paul Krugerstraat. Later volgende nog de, Retiefstraat (1953), De la Reystraat en Joubertstraat (1955), Transvaalstraat (1961) en de Natalstraat (1981).

### Bouwmeesterbuurt
In de bouwmeesterbuurt liggen de straten; Cornelis Florisstraat, Festoenpad, Hendrik de Keijserstraat, Jacob van Campenstraat, Kapiteelpad, Keldermansstraat, Lieven de Keystraat, Pieter Postplein, Pilasterpad, Simon Stevinstraat, Steven Vennecoolstraat, Volutenpad en de Vredeman de Vriesstraat.

## Fotogalerij

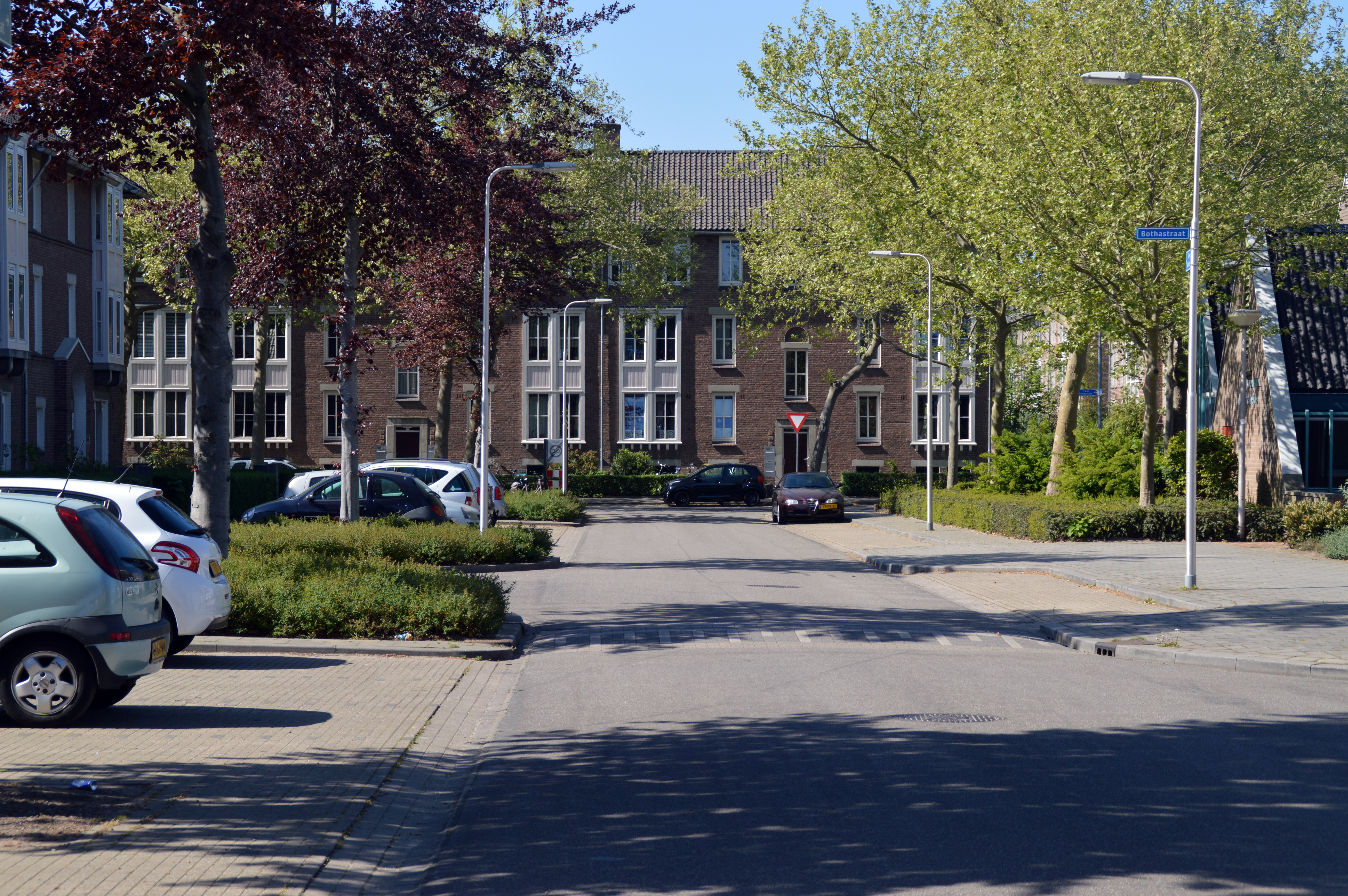
Generaal Smutsstraat
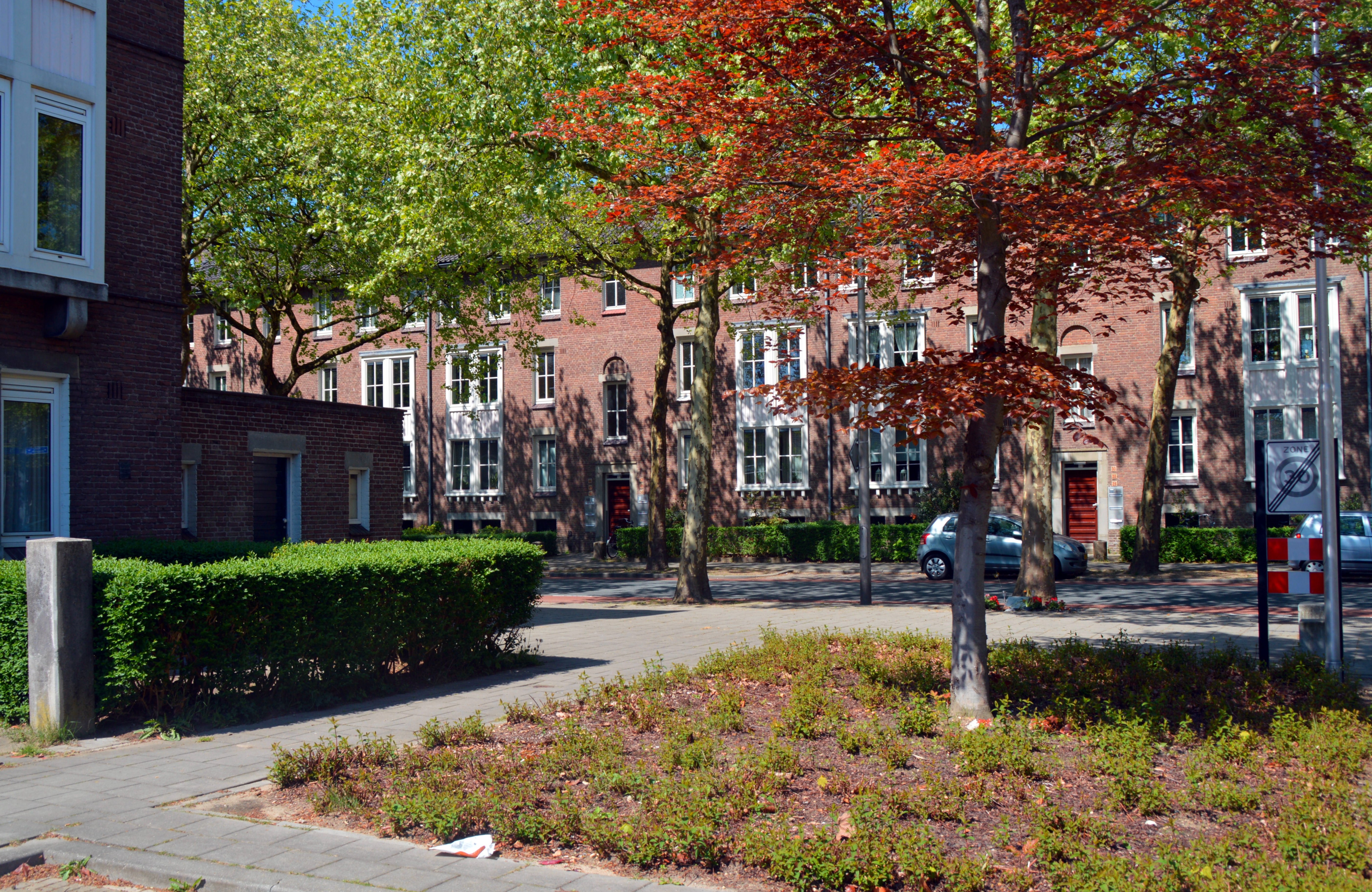
Zicht op de Paul Krugerstraat vanuit de Generaal Smutsstraat. Woningen in Bossche School stijl
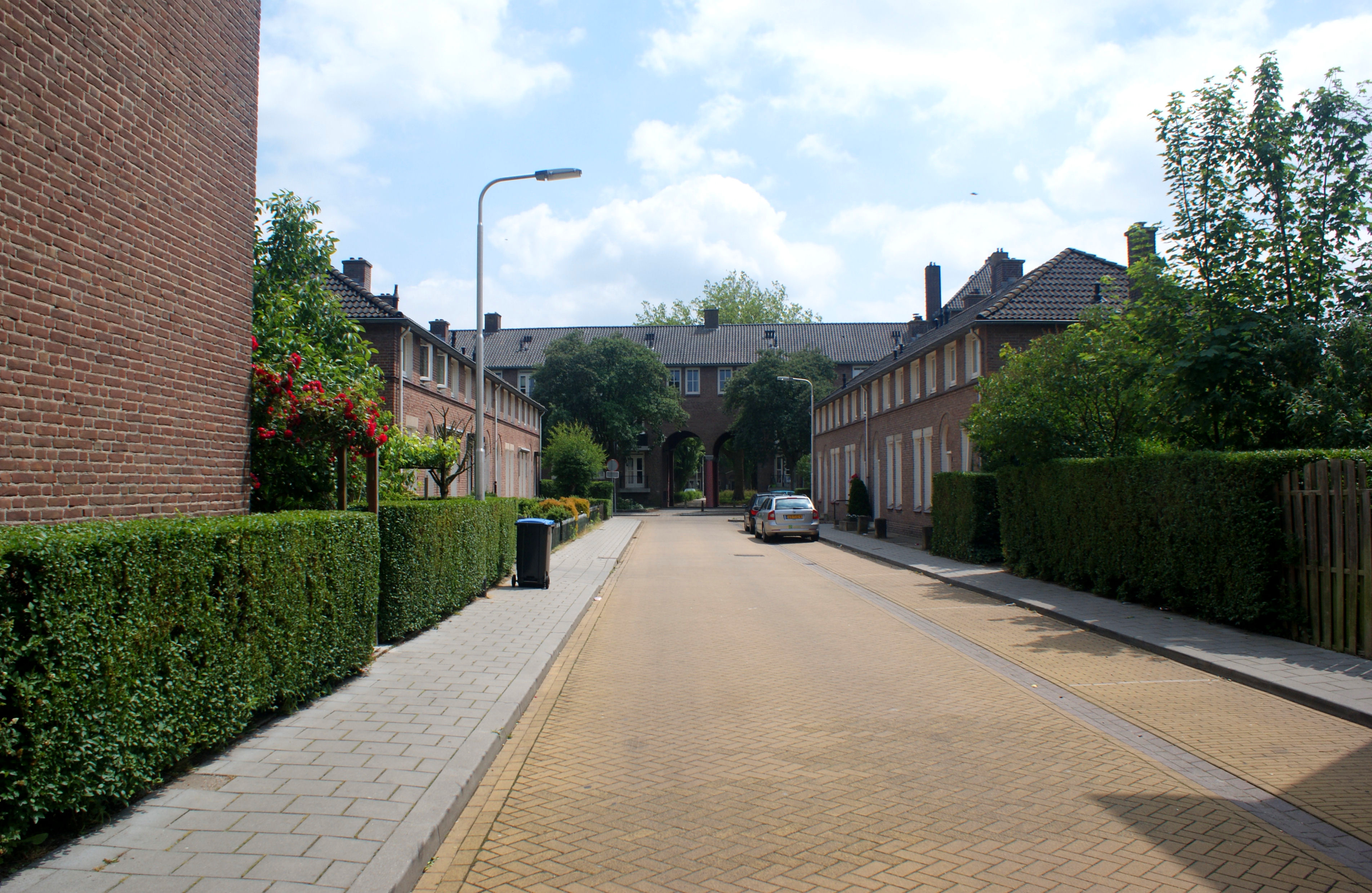
Keldermansstraat
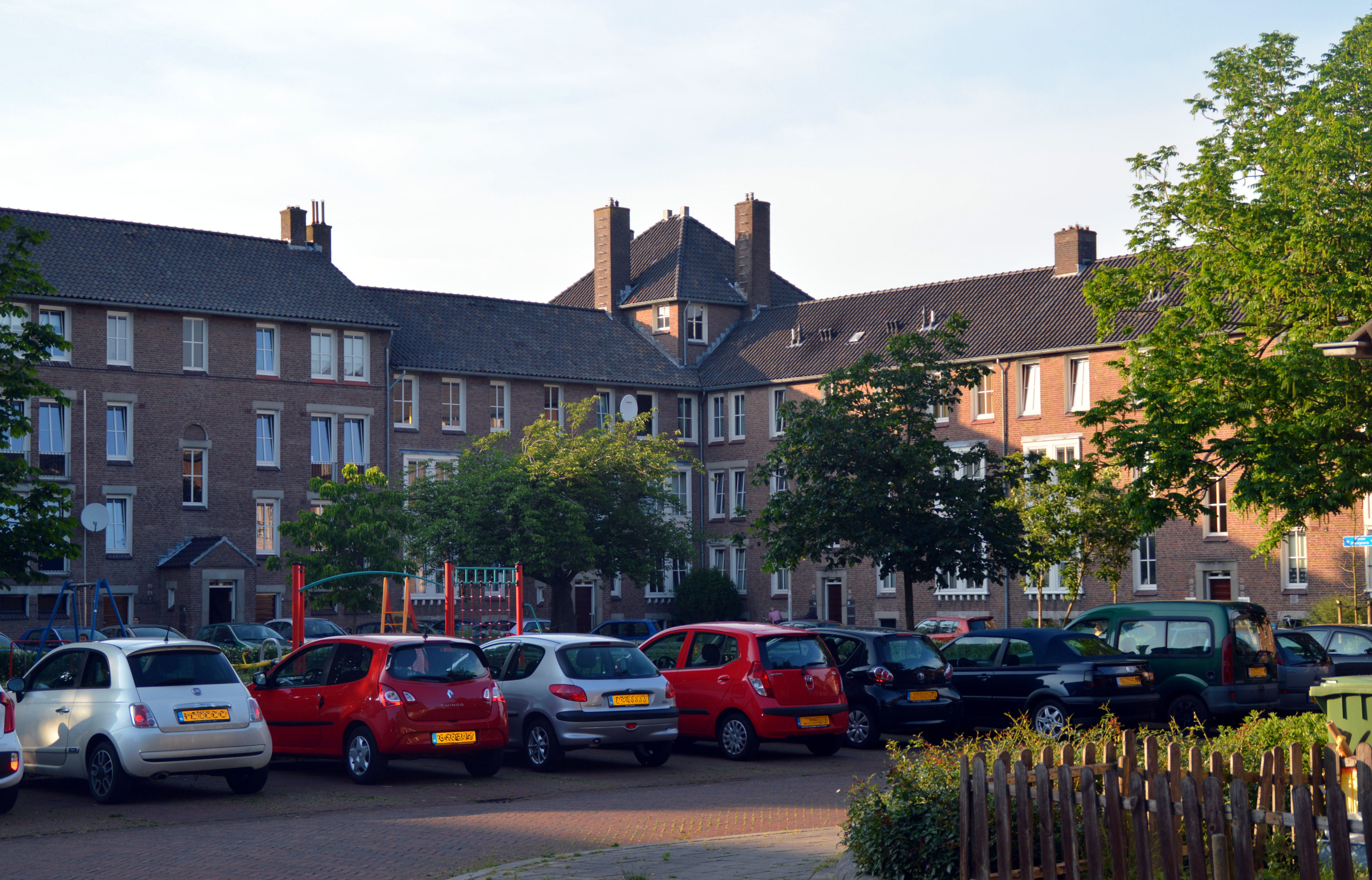
Pieter Postplein
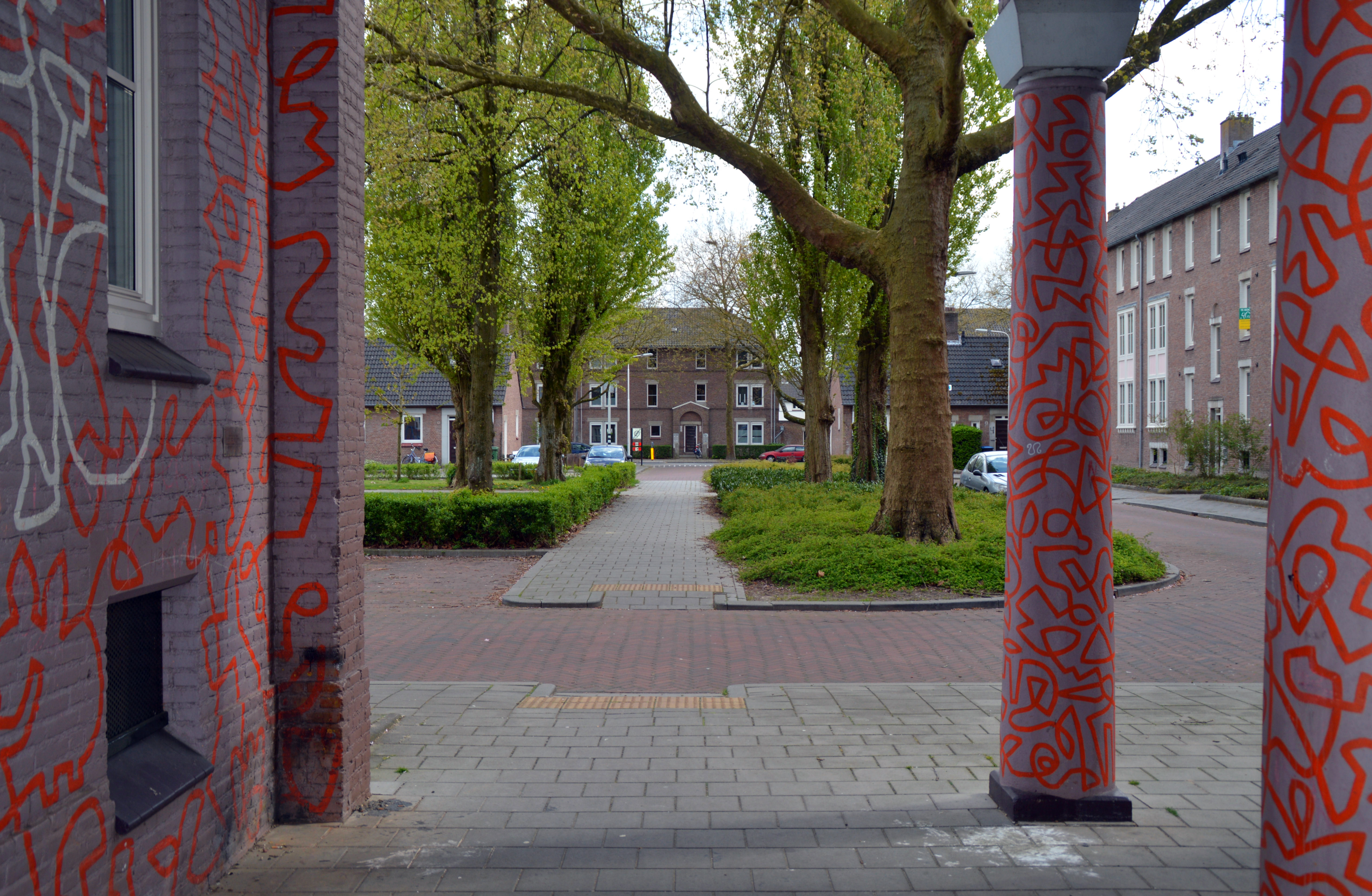
Pieter Postplein
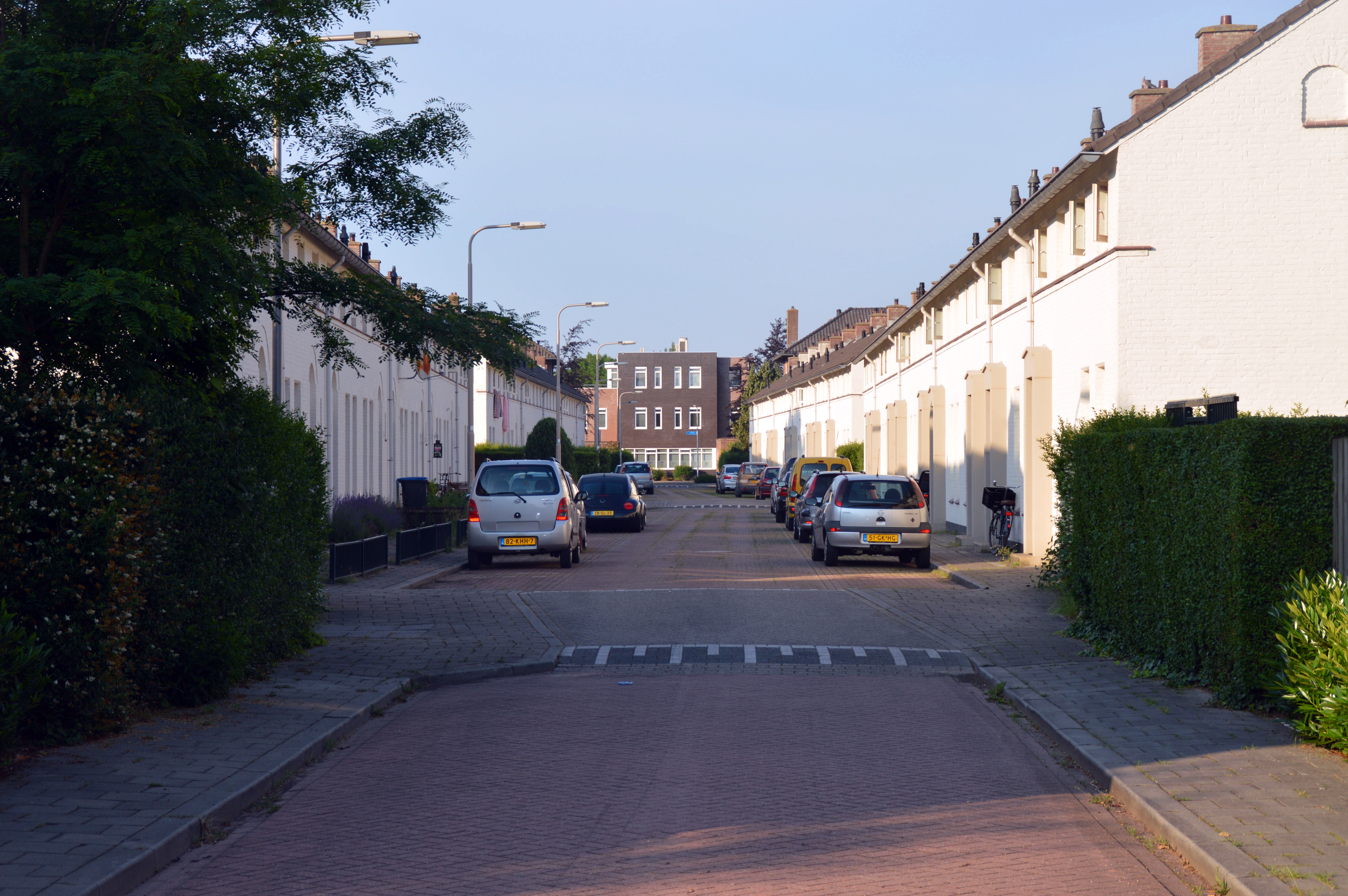
Bothastraat
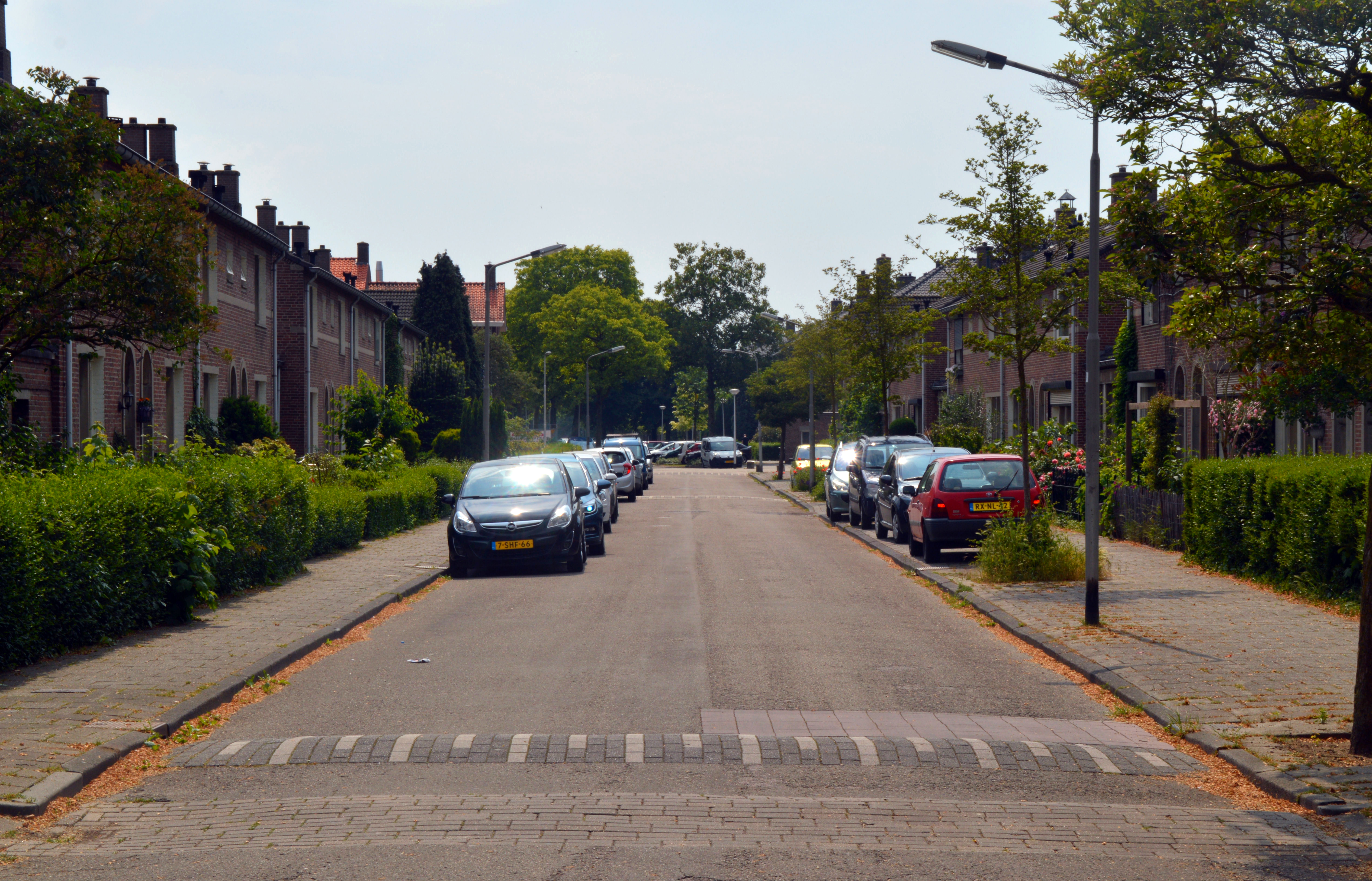
Joubertstraat